# Delicate flame of desire
Delicate flame of desire is het derde muziekalbum van Karnataka. 
De band stond met dit album op het punt van doorbreken, de muziek klonk steeds beter (met name de vooruitgang bij het gitaarwerk) en men werkte voor het eerst met een producent. Het oorspronkelijke vijftal is uitgebreid met Anne-Marie Helder op zang en dwarsfluit en als muzikale gast is Heather Findlay aangetrokken. Met de inschakeling van deze twee dames ontstaat een min of meer permanente verbinding met Mostly Autumn. Na het uitbrengen van het album , dat opgenomen is in de Rockfield Studios en Zero Gravitu Studios mag men optreden in de Verenigde Staten, alwaar ook een video/dvd werd uitgebracht. Voor de Europese markt volgde een livealbum. Delicate flame of desire bleek achteraf voorlopig het laatste studioalbum, pas in 2010 volgde een volgende: The gathering light.

## Musici
- Rachel Jones – zang, percussie
- Ian Jones – basgitaar, akoestische gitaar, percussie
- Jonathan Edwards – toetsinstrumenten, zang
- Paul Davies – elektrische gitaar
- Anne-Marie Helder – zang, dwarsfluit, percussie
- Gavin John Griffiths – slagwerk, percussie

met 
- Heather Findlay – zang op 2, 6 en 8
- Steve Evans - programmeerwerk

## Muziek
| Nr. | Titel                                             | Duur  |
| --- | ------------------------------------------------- | ----- |
| 1.  | Karnataka (Ian Jones, Edwards)                    | 2:54  |
| 2.  | Time stands still (Jones, Edwards, Jones, Davies) | 6:17  |
| 3.  | Delicate flame of desire (Jones, Edwards, Jones)  | 7:34  |
| 4.  | After the rain (Jones, Edwards, Jones)            | 7:52  |
| 5.  | Strange behaviour (Jones, Jones, Edwards)         | 6;10  |
| 6.  | The right time (Jones, Edwards, Jones, Davies)    | 7:06  |
| 7.  | One breath away (Jones, Jones)                    | 5:13  |
| 8.  | Out of reach (Jones, Jones)                       | 7:48  |
| 9.  | Heart of stone (Jones, Jones)                     | 10:31 |